# Saint-Germain-de-Tallevende-la-Lande-Vaumont
Saint-Germain-de-Tallevende-la-Lande-Vaumont är en kommun i departementet Calvados i regionen Normandie i norra Frankrike. Kommunen ligger i kantonen Vire som ligger i arrondissementet Vire. År 2018 hade Saint-Germain-de-Tallevende-la-Lande-Vaumont 1 945 invånare.
Saint-Germain-de-Tallevende-la-Lande-Vaumont är en av tre kommuner i Frankrike med det längsta namnet, 38 bokstäver. De övriga två är Saint-Remy-en-Bouzemont-Saint-Genest-et-Isson och Beaujeu-Saint-Vallier-Pierrejux-et-Quitteur. Det kortaste kommunnamnet är Y.

## Befolkningsutveckling
Antalet invånare i kommunen Saint-Germain-de-Tallevende-la-Lande-Vaumont
Referens:INSEE